# 157473 Emuno
157473 Emuno este un asteroid din centura principală de asteroizi.

## Descriere
157473 Emuno este un asteroid din centura principală de asteroizi. A fost descoperit pe 23 august 2005 la La Cañada de Juan Lacruz. Asteroidul prezintă o orbită caracterizată de o semiaxă mare de 2,35 ua, o excentricitate de 0,18 și o înclinație de 4,6° în raport cu ecliptica.